# Ryan Lane
Pour les articles homonymes, voir Lane.
Ryan Lane est un acteur sourd américain, né le 23 novembre 1987 à Fullerton en Californie. Il a commencé sa carrière professionnelle à l'âge de dix-neuf ans et notamment connu pour son rôle de Travis dans la série télévisée américaine Switched.

## Biographie

### Jeunesse et formations
Né le 23 novembre 1987 à Fullerton en Californie, Ryan Lane est le dernier de trois enfants. Sa famille est entendante sauf lui qui est sourd. Ses parents découvrent sa surdité alors qu'il est âgé de deux semaines. Ses parents ont divorcé quand il avait huit ans et il a grandi en partageant son temps entre son père en Ontario et sa mère à Diamond Bar en Californie. Il étudie à l'école California School for the Deaf à Riverside. À la suite d'un accident de vélo à Pismo Beach, il subit une fracture de la colonne vertébrale et du fémur gauche. Cet accident l'oblige à manquer l'école pendant plusieurs mois ce qui retarde l'obtention de son diplôme. Il l'obtiendra à l'automne 2007.
En 2007, il se lance dans une carrière d'acteur.

### Carrière
En 2007, Ryan Lane commence sa carrière d'acteur grâce au réalisateur David Risotto car ce dernier cherche un acteur qui ressemble au joueur de Baseball William Ellsworth « Dummy » Hoy pour son court métrage documentaire : c’est le cas pour ce jeune acteur et, en plus, joue au Baseball. Il a même ses capacités sportives. Grâce à David Risotto, il obtient plusieurs rôles d'acteur. Aujourd'hui, il joue le rôle de Travis dans Switched, une série américaine où l'on retrouve des adolescents sourds communiquant avec la Langue des signes américaine. La série est diffusée au niveau mondial.

### Vie privée
Dans son temps libre, Ryan Lane s'implique dans la cause des chiens de charité pour les sourds. Ce sont des chiens qui sont formés pour assurer une assistance aux personnes sourdes et malentendantes.

## Filmographie

### Films
- 2013 : No Ordinary Hero: The SuperDeafy Movie : lui- même
- 2014 : Veronica Mars : le candidat

### Courts métrages

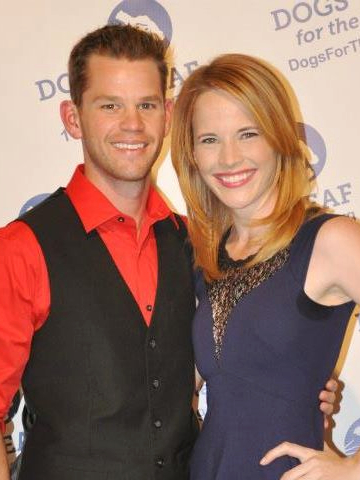
Ryan Lane et Katie Leclerc lors d'un événement de charité pour les chiens pour les sourds à New York, le 13 avril 2013.

- 2007 : Dummy Hoy: A Deaf Hero de David Risotto : William Ellsworth « Dummy » Hoy
- 2011 : Irving J. Koppermelt de  Javier Ronceros : Irving J. Koppermelt
- 2011 : White Space de Maya Washington : le poète
- 2017 : This Is Ed!! de Bob Hiltermann : Ted

### Séries télévisées
- 2008 : Cold Case : Affaires classées (Cold Case) : Andy Rierdan (saison 5, épisode 14 : Andy in Ç Minor (Le Monde du silence))
- 2009 : Dr House : Seth Miller (saison 5, épisode 22 : House Divided (Ce qui est réel ou non))
- 2010 : Miami Medical : Ethan (saison 1, épisode 4 : All Fall Down (La Meilleure des solutions))
- 2011-2017 : Switched (Switched at Birth) : Travis (62 épisodes)
- 2016 : iZombie : Daniel / Kell Guthrie (saison 2, épisode 10 : Method Head )